# ELI Beamlines
ELI Beamlines (také Laserové centrum Dolní Břežany) je vědecké výzkumné centrum zaměřené na laserovou techniku, které se nachází v Dolních Břežanech v okrese Praha-západ. Bylo slavnostně otevřeno v říjnu 2015, do plného provozu bylo uvedeno v roce 2018, kdy se začaly realizovat první výzkumné uživatelské experimenty. Jde o největší výzkumný projekt v dějinách České republiky. Projekt je součástí evropské výzkumné iniciativy Extreme Light Infrastructure, která spadá pod širší plán Evropské unie na vybudování nové generace výzkumných center, které jako perspektivní vybralo Evropské strategické fórum pro výzkumné infrastruktury (ESFRI). Součástí centra je nejvykonnější laser na světě o výkonu 10 PW.
Koordinátorem projektu v ČR je Fyzikální ústav Akademie věd ČR, který byl rovněž příjemcem dotace ze strukturálních fondů v rámci Operačního programu Věda a výzkum pro inovace. Uvnitř centra ELI pracuje kolem 350 lidí, z toho 200 vědců, přibližně 1/3 jsou cizinci. Cena výstavby centra byla 7,2 miliardy korun, 5,8 miliardy zaplatila Evropská unie.
ELI projekt je rozdělen do tří zemí: ELI Beamlines v Dolních Břežanech, ELI-ALPS v Segedínu (Maďarsko) a ELI-NP v Magurele (Rumunsko). Všechna tři centra fungují od roku 2018.

## Lasery

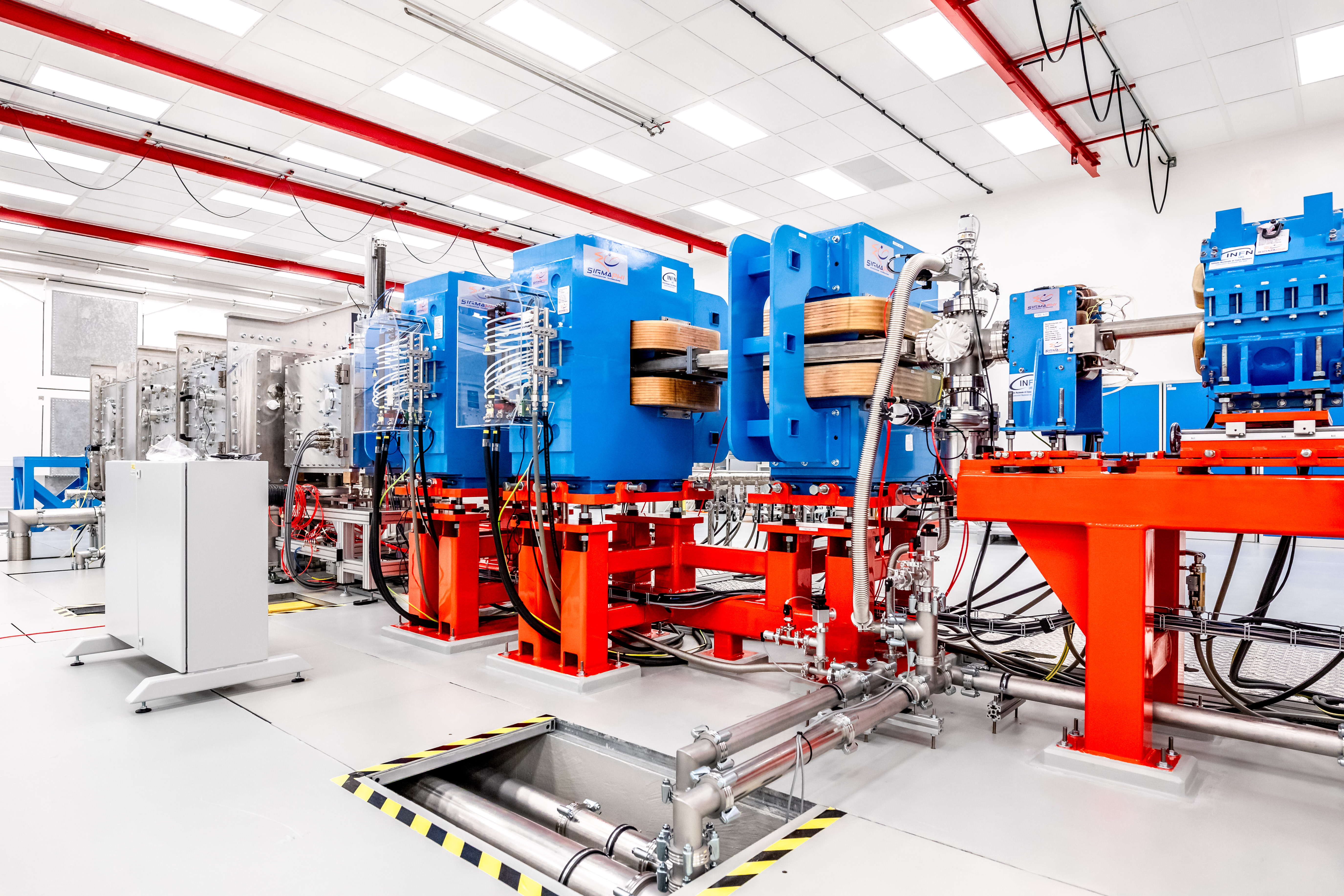
Experimentální zařízení ELIMAIA

Součástí centra jsou čtyři lasery. Jeden z nich (L4 ATON) je nejvýkonnější laser na světě. S jeho pomocí vědci studují extrémní fyzikální jevy, jako je simulace dějů uvnitř hvězd. Laser je v provozu od roku 2018. Očekává se, že výzkum může posunout hranice vědění v astrofyzice, lékařství, nanotechnologiích, rentgenové optice apod. Laser L4 ATON je schopný vydávat ultrakrátké laserové impulsy trvající několik femtosekund (10-15 fs) a produkovat výkon až 10 petawatt. Laser vyvíjelo americko-evropské konsorcium, v němž hlavní roli hrála firma National Energetics. Některé laserové systémy se vyvíjely i v Lawrence Livermore National Laboratory v kalifornském Livermore. Některé komponenty vyvinula litevská firma EKSPLA. Kompresor byl vyroben českou firmou Streicher.
Toto jsou všechny čtyři zde umístěné laserové systémy:
- L1 ALLEGRA – TW laser – v provozu (k r. 2019)
- L2 AMOS – TW laser
- L3 HAPLS – 1 PW laser – v provozu (k r. 2019)
- L4 ATON – 10 PW laser (nejvýkonnější laser světa) – v provozu (k r. 2019)

## Stavba

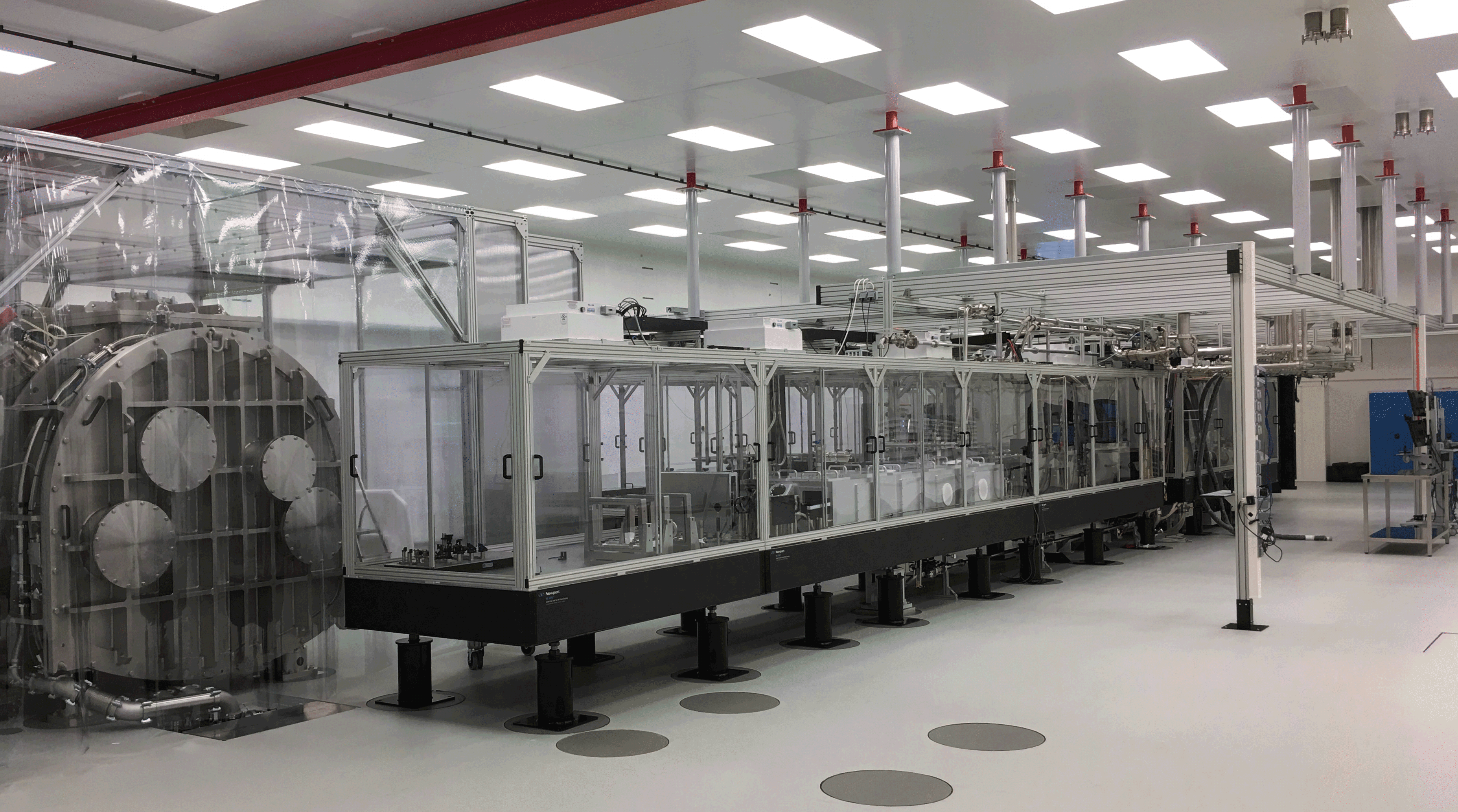
Laser L3 HAPLS

Výzkumné centrum ELI Beamlines se nachází v jižní části Dolních Břežan, budova byla slavnostně otevřena v říjnu 2015 (zkolaudována v prosinci 2015), stavba probíhala od roku 2012. Na místě, kde budova střediska stojí nejdříve stával zemědělský areál přilehlého zámku, později zde bylo zemědělské zázemí, ze kterého se stal brownfield. Architektonický návrh vytvořilo britské prestižní studio Bogle Architects. Plocha zastaveného území je 65 000 m².
Areál se skládá z několika budov:
- budova A – kanceláře, multifunkční oblasti (kongresový sál, knihovna, jednací prostory),
- budova B – třípatrová laserová budova, laboratoře 4500 m²,
- budova C – centrální chladicí zařízení, sklad tekutého dusíku a technických plynů.